# Mamestra pauper
Mamestra pauper är en fjärilsart som beskrevs av Barend J. Lempke 1940. Mamestra pauper ingår i släktet Mamestra och familjen nattflyn. Inga underarter finns listade i Catalogue of Life.